# Бона Маргарита Савойська
Бона Маргарита Савойська (італ. Bona Margherita di Savoia), повне ім'я Марія Бона Маргарита Альбертіна Савойсько-Генуезька (італ. Maria Bona Margherita Albertina di Savoia-Genova), 1 серпня 1896 — 2 лютого 1971) — італійська та німецька шляхтянка, донька герцога Генуї Томмазо Савойського та принцеси Баварської Ізабелли Марії, дружина принца Баварського Конрада.

## Біографія

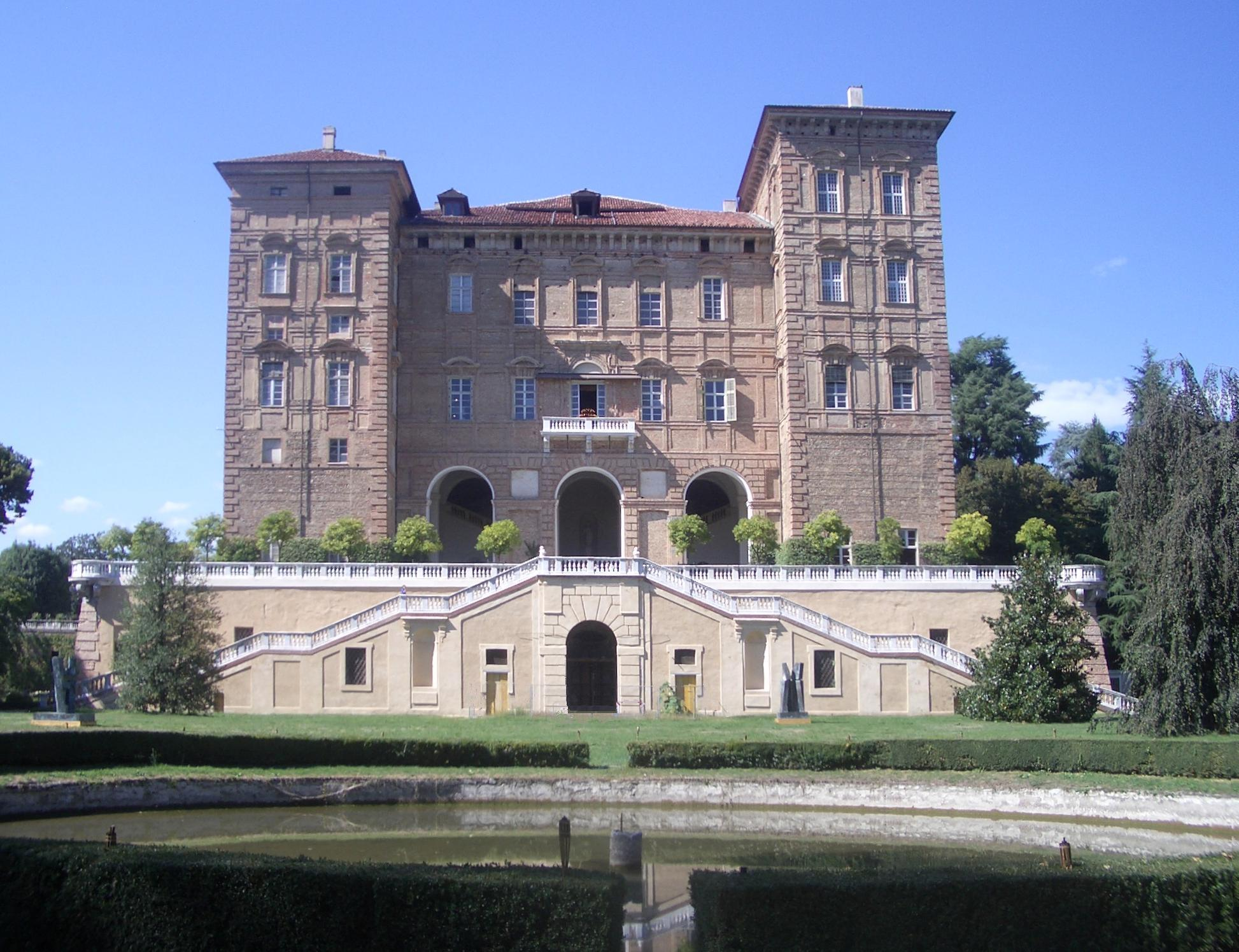
Палац Альє

Бона Маргарита народилась 1 серпня 1896 року в палаці Альє в П'ємонті наподалік від Турина. Вона була першою донькою і третьою дитиною в родині герцога Генуї Томмазо Савойського та його дружини Ізабелли Марії Баварської. У Бони вже були старші брати Фердінандо та Філіберто, а згодом з'явились молодші — Адальберто та Еудженіо й сестра Аделаїда.
У 24 роки Бона Маргарита пошлюбилася із своїм двоюрідним кузеном Конрадом Баварським. Весілля відбувалось 8 січня 1921 року у палаці Альє. Церемонію проводив архієпископ Турина кардинал Агостіно Рішельмі. На свято прибули король єдиної Італії Віктор Емануїл III з дружиною Єленою, кронпринц Умберто з усіма сестрами, герцог Аоста Емануїл Філіберт та ін. Цей шлюб став першим союзом ворогуючих королівських сімей від закінчення Першої світової війни. За одинадцять місяців народилась у пари з'явилась перша дитина — донька Амалія. Всього ж у подружжя було двоє дітей.
Під час Другої світової Бона Маргарита працювала медсестрою, а потім залишилася у родичів в Савої. В'їзд до Німеччини їй був заборонений і принцеса не могла поєднатися із сім'єю аж до 1947 року.
Її чоловіка в кінці війни заарештували французькі військові у Гіндерштайні. Його доставили до Ліндау і тимчасово інтернували до готелю «Баєришен Гоф» разом з іншими бранцями, серед яких знаходились кронпринц Вільгельм та німецький дипломат Ганс Георг Макензен. Після закінчення війни їх було звільнено.
25 серпня 1949 року вийшла заміж Амалія Ізабелла. За рік у неї народився син Карло Томмазо Гільєрмо, єдиний онук Бони Маргарити.

Конрад в останні роки  працював у раді німецького автовиробника NSU Motorenwerke. Помер 1969 року у Гіндерштайні. 

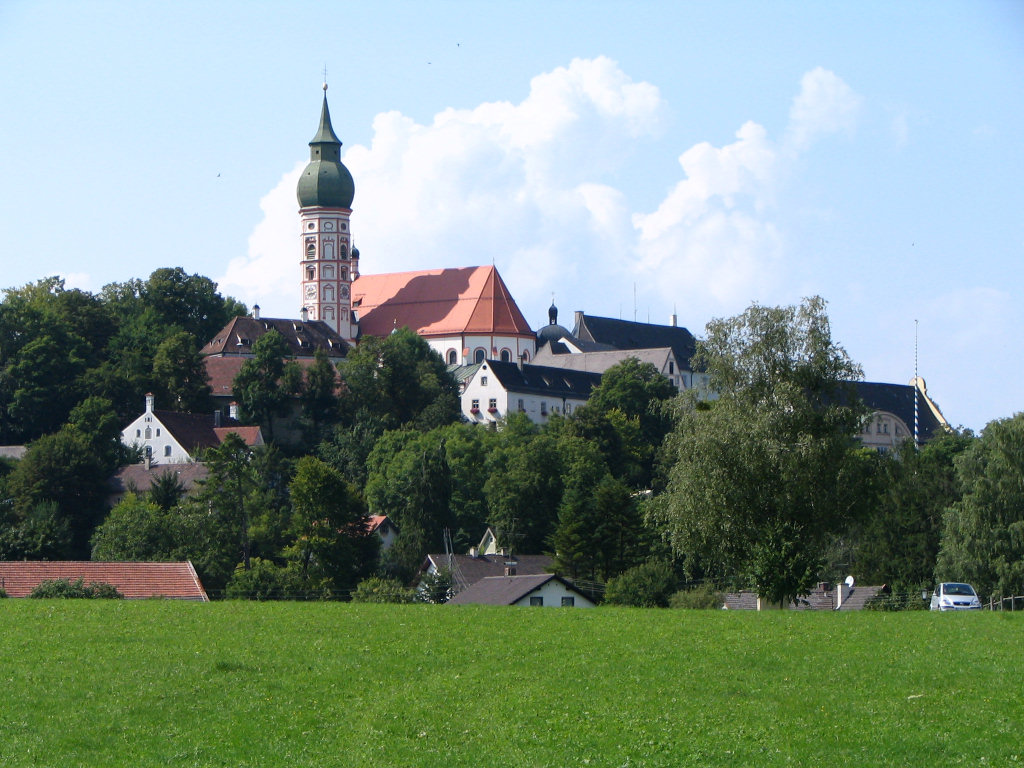
Андекський монастир

Наступного року відбулося весілля їхнього сина Євгенія із графинею Єленою Кевенхюллер-Меч, удовицею принца Константина Баварського. Нареченим було 44 та 48 років відповідно, у Єлени вже була доросла донька. Спільних дітей у подружжя не було. 
Бона Маргарита померла через два з половиною місяці після цієї події, 2 лютого 1971 в Римі. Її могила знаходиться в Андекському монастирі.

## Родина
Чоловік — Конрад Баварський
Діти:
- Амалія Ізабелла (1921—1985) — дружина графа Умберто Полетті-Ґалімберті, мала одного сина;
- Євгеній Леопольд (1925—1997) — одружений з графинею Єленою Кевенюллер-Меч, дітей не мав.